# Jugendwerkhof
Der Jugendwerkhof (JWH) war eine Einrichtung im System der Spezialheime der Jugendhilfe in der DDR. Eingewiesen wurden Jugendliche beiderlei Geschlechts im Alter von 14 und in Einzelfällen bis zu 20 Jahren, die im Sinne der DDR-Pädagogik als schwererziehbar galten, dem Staatsziel der Erziehung zur sozialistischen Persönlichkeit nicht entsprachen oder aus Sicht verschiedener staatlicher Organe (Schule, Betriebe, Volkspolizei, Staatssicherheit, Kommissionen für Jugendhilfe) nicht in das Gesellschaftsbild der DDR passten. Aufgabe des Jugendwerkhofes war die Umerziehung „mit dem Ziel der Heranbildung vollwertiger Mitglieder der sozialistischen Gesellschaft und bewusster Bürger der Deutschen Demokratischen Republik.“
In den Einrichtungen herrschten teilweise menschenunwürdige Bedingungen. Die Insassen waren de facto weitgehend rechtlos und oftmals Gewalt, Schikanen und Misshandlungen ausgesetzt. Viele ehemalige Insassen leiden noch heute an posttraumatischen Belastungsstörungen.

## Geschichte
Die ersten Jugendwerkhöfe wurden nach dem Ende des Zweiten Weltkrieges in der Sowjetischen Besatzungszone eingerichtet, um jugendlichen Straftätern die Haft in einem regulären Gefängnis zu ersparen und ihnen die Rückkehr in ein normales Leben zu ermöglichen. Einige Jugendwerkhöfe boten eine für die Verhältnisse kurz nach dem Krieg ungewöhnlich gute handwerkliche Ausbildung in eigenen Werkstätten an. Andere Jugendwerkhöfe ähnelten Arbeitslagern, in denen schwere körperliche Arbeit für Betriebe in der Industrie und Landwirtschaft verrichtet werden musste.
In den 1950er Jahren wurden die Jugendwerkhöfe nach den Grundsätzen der Sowjetpädagogik ausgerichtet und vereinheitlicht. Zunehmend wurden die Insassen zu schweren körperlichen Hilfsarbeiten herangezogen. Eine Reihe von Jugendwerkhöfen wurde auf Anforderung der Industrie gegründet. Seit Mitte der 1950er Jahre erhielten die Jugendwerkhöfe eine besondere Aufgabe bei der Verfolgung der westlich orientierten Jugendkulturen und alternativer Lebensweisen.
1964 wurde mit der beginnenden Umstrukturierung des Heimsystems der Geschlossene Jugendwerkhof in Torgau eingerichtet.
Eine 1965 eingeführte Unterscheidung in Typ I (kurzfristiger Aufenthalt mit abschreckender Wirkung, ähnlich dem heute diskutierten „Warnschussarrest“) und Typ II (mehrjähriger Aufenthalt mit dem Ziel der Umerziehung) setzte sich nicht durch. Unterschieden wurden die Jugendwerkhöfe weiterhin nach der angebotenen Schulbildung (Polytechnische Oberschule, Hilfsschule). Mitte der 1980er Jahre wurden in einigen Jugendwerkhöfen Pilotprojekte durchgeführt, die ein Abrücken von dem rigiden Strafsystem zum Ziel hatten. Ab Januar 1990 wurden die Jugendwerkhöfe aufgelöst oder in Einrichtungen nach westlichen Standards umgewandelt.
Die DDR-Dokumentation Notwendige Lehrjahre von Jürgen Böttcher aus dem Jahr 1960 gibt einen Einblick in das Leben im Jugendwerkhof Römhild.

## Einweisungsgründe
Haftstrafen für Jugendliche wurden in Jugendhäusern, wie etwa im größten Jugendhaus der DDR im Jugendhaus Halle, vollzogen. Verurteilte Straftäter wurden daher in der Regel nicht in Jugendwerkhöfe eingewiesen. Jedoch konnte bei leichteren Straftaten das Gerichtsverfahren eingestellt und ersatzweise als Erziehungsmaßnahme ein Aufenthalt im Jugendwerkhof angeordnet werden. Als hauptsächliche Einweisungsgründe geben Statistiken des Volksbildungsministeriums der DDR „allgemeine Disziplinschwierigkeiten einschließlich Arbeits- und Schulbummelei“ an. In dieser Kategorie wurden auch Jugendliche erfasst, die sich auf unterschiedliche Weise dem Anpassungsdruck der sozialistischen Erziehung zu entziehen versuchten. Weitere Gründe waren leichtere Straftaten in den Bereichen Diebstahl, Sachbeschädigung, Körperverletzung, sexuelle Delikte. Besonderer Grund bei Mädchen war eine diagnostizierte „Triebhaftigkeit“ bzw. „sexuelle Verwahrlosung“.
Eingewiesen wurden weiterhin Jugendliche
- mit Bewährungsstrafen
- nach Verbüßung der Jugendhaft
- nach Straftaten bei Strafunmündigkeit
- in einzelnen Fällen nach einer gescheiterten Flucht aus der DDR
- in einzelnen Fällen rechtswidrig bei Homosexualität.

Auch bei politischen Straftaten wurden Jugendliche zu Haft verurteilt. Eingewiesen in Jugendwerkhöfe wurden jedoch ebenso politisch renitente Jugendliche, denen keine Straftat nachzuweisen war.
Die fehlende Transparenz des Einweisungsverfahrens führte auch zu Jugendwerkhofaufenthalten für hochbegabte, verhaltensauffällige oder behinderte Jugendliche. Mitunter beantragten auch Eltern – unter ihnen hochrangige Funktionäre – eine Einweisung für ihre Kinder. Auf Grund des schlechten Rufes dieser Einrichtungen gingen derartige Einweisungen in den 1980er Jahren stark zurück.
damit an der Kollektiverziehung.

## Erziehungsprinzipien
Allgemeine Leitlinie war die Kollektiverziehung nach Anton Semjonowitsch Makarenko. Sie unterschied sich von der Gruppenerziehung durch eine streng hierarchische Struktur, die teilweise in militärische Umgangsformen überging. „Dabei stand der Begriff der ‚Schwererziehbarkeit‘ im Mittelpunkt. Danach wurde Schwererziehbarkeit als Störung der Beziehungen zwischen Persönlichkeit und Gesellschaft (…) verstanden.“ Eine Differenzierung der Heime oder der Erziehungsmethoden nach den Ursachen, die zur ‚Schwererziehbarkeit‘ geführt hatten, etwa nach Vernachlässigung durch die Eltern, psychischen oder anderen gesundheitlichen Gründen, Kriminalität, Überforderung mit der familiären Situation, Gewalterfahrungen oder Missbrauchserfahrungen erfolgte nicht.
Aufgaben, die Heimerziehung als Ersatz für eine Familienerziehung erfüllen muss, wurden teils vollständig ignoriert. Dazu gehörte das Unterlassen der Vermittlung lebenspraktischer Fähigkeiten, wie Haushaltsführung, Umgang mit Geld, Verwirklichung persönlicher Pläne wie der Berufswahl, Umgang mit Behörden u. v. a. Soweit die Einrichtungen nicht nur für Jungen oder nur für Mädchen vorgesehen waren, wurde der Kontakt zwischen den Geschlechtern weitgehend unterbunden. Die Kollektiverziehung unterdrückte auch die Entwicklung von Eigenverantwortung, Selbstvertrauen und Empathie, sie wirkte vielmehr teilweise sogar in die entgegengesetzte Richtung, so durch erzwungene Selbstkritik oder Bestrafungen in der Heimöffentlichkeit. Für Verfehlungen Einzelner wurde nach dieser Methode das gesamte Kollektiv haftbar gemacht (Kollektivstrafe). Weitere Methoden der Umerziehung waren:
- permanente ideologische Schulung
- Arbeitserziehung
- Disziplinerziehung
- die oftmals falsch verstandene „Explosionsmethode“ nach Makarenko (von starken Emotionen begleitete Reaktion der Erzieher),
- ein System von Belobigungen und Strafen.

Die Heimordnung von 1968 verbot auch in Jugendwerkhöfen ehrverletzende Strafen und körperliche Züchtigung. Erlaubt waren Verwarnungen, Tadel oder Verweise. Arrest durfte ausschließlich in Gefährdungssituationen durch den Leiter der Einrichtung ausgesprochen werden. Jede zeitweilige Isolierung war in der Heimakte des Betroffenen zu dokumentieren. Vor Antritt der Strafe war der Arrestant einem Arzt vorzustellen.
Da sich das offizielle Strafsystem als wenig wirksam erwies, bildeten sich halboffizielle und illegale Strafen heraus:
- Entzug von Nahrung bzw. Zusatzverpflegung
- körperliche Übergriffe (Stoßen, Schlagen, Bewerfen mit Gegenständen)
- Ausgangs- und Urlaubssperre
- exzessive Formen von Arrest und Isolierung
- Strafarbeit, Strafsport und militärische Übungen bis zur Erschöpfung
- Verharren in unnatürlichen Stellungen (stundenlanges Stillstehen, Sitzen)
- Duldung oder Förderung von Misshandlungen der Insassen untereinander (Selbsterziehung).

Jugendliche, mit denen Erzieher aller Heimtypen Disziplinschwierigkeiten hatten oder die mehrmals aus Spezialheimen entwichen waren, konnten in den Geschlossenen Jugendwerkhof Torgau eingewiesen werden, eine Strafanstalt, in der sie mittels Gewalt, Schikanen und Demütigungen gebrochen werden sollten.

## Bildung, Ausbildung, Arbeit
Der allgemeinbildende Unterricht beschränkte sich auf vier Fächer (Deutsch, Staatsbürgerkunde, Sozialistisches Recht, Sport). Erreicht werden konnte unabhängig vom bereits erreichten Schulabschluss maximal der Abschluss der 8. Klasse. Seit Ende der 1950er Jahre wurde unabhängig von der Bildungsfähigkeit eine Ausbildung zum Teilfacharbeiter geboten, die in vielen Fällen nicht über die Einweisung in einfache Hilfsarbeiten hinausging. Beschäftigt wurden die Jugendlichen in Produktionsbetrieben oder in der Landwirtschaft, wobei teilweise schwerste körperliche Arbeiten verrichtet werden mussten (Ziegel-, Zement-, Beton-, Brikettfabriken, Metallverarbeitung, Gleis- und Straßenbau). Berufsschulunterricht wurde vielfach gar nicht oder nur in stark verminderter Qualität erteilt. Die Entlohnung erfolgte nach einem speziellen Tarif, von dem die Aufenthaltskosten zu bestreiten waren.

## Charakterisierende Arbeits- und Lebensbedingungen

### Gebäude
Die Jugendwerkhöfe waren vielfach in ungeeigneten Gebäuden untergebracht. So wurden z. B. ehemalige Schlösser oder Herrensitze wie in Hummelshain oder Wolfersdorf genutzt, andere Einrichtungen befanden sich in Baracken oder in einem ehemaligen Kloster wie in Rühn. Selbst nach den Maßstäben der DDR wurden die hygienischen Mindestanforderungen nicht immer erfüllt.

### Wohn- und Schlafräume
Im Heim gab es keine oder wenig Privatsphäre oder Rückzugsmöglichkeiten. Individualität und Kreativität fanden keinen Raum. Schlafräume waren zum Teil mit Stahlrahmen-Stockbetten und Spinden aus dem militärischen Bereich ausgestattet und immer mehrfach belegt.

### Verpflegung
Die Ernährung war ausreichend, jedoch einseitig und minderwertig (z. B. jeden Tag über Jahre hinweg Brotscheiben mit Margarine und Marmelade als Frühstück). 1964 betrug der Verpflegungssatz 2,45 Mark pro Tag, 1973 3,30 Mark pro Tag.
(Zum Vergleich: exemplarische Preise). Auch mit den stark subventionierten Lebensmittelpreisen in der DDR ließ sich damit nur ein Minimalniveau bei der Verpflegung erreichen.

### Körperpflege
Ab 1974 waren an Mitteln 6,67 Mark pro Monat vorgesehen, die nicht ausgezahlt, sondern für Beschaffungen durch das Heim verwendet wurden. Schminken oder Haarefärben war verboten, Schminken wäre mit diesen finanziellen Mitteln aber auch nicht möglich gewesen. Es gab nur Gemeinschaftsduschen und -waschräume, welche teils minimale hygienische Anforderungen nicht erfüllten.

### Freizeit und Freiheit
Die Jugendlichen wurden permanent kontrolliert und gegängelt, so mit Bett-, Schrank- und Sauberkeitskontrollen sowie Postzensur, aber auch mit unsinnigen Ordnungsforderungen, Redeverboten, Kleidungsvorschriften. Dienste, besonders Reinigungsdienste, wurden auch als Schikane benutzt. Die JWH galten zwar als offen, es herrschte aber eine strikte Residenzpflicht. Ein Aufenthalt außerhalb des Heimes war nur im explizit genehmigten Ausgang, oft auch nur in Gruppen, oder zur Arbeit in Betrieben gestattet. Der Tagesablauf war konsequent durchorganisiert, von 6:00 Uhr Aufstehen bis 21:00 Uhr Bettruhe. Die neben den diversen Pflichten verbleibende Freizeit konnte nicht den eigenen Interessen entsprechend gestaltet werden. Selbst Arbeitsgemeinschaften (halb freiwillig) befassten sich mit Themen, die ohnehin den Tag bestimmten, so einfacher Sport, militärische Übungen (GST), Zivilverteidigung (DRK), Gestaltung von Wandzeitungen oder Pflege der Außenanlagen.

### Taschengeld
Über eigenes Geld konnten die Jugendlichen kaum verfügen. 1988 gab es im JWH Crimmitschau zwischen 2,50 Mark und 10 Mark Taschengeld pro Woche, dessen Zahlung an viele Bedingungen geknüpft war (Arbeitsleistung, Ordnung, Verhalten) und über das nicht frei verfügt werden konnte, z. B. war Briefpapier und der Beitrag zur FDJ und zur DSF selbst zu bezahlen. Persönliche Gegenstände für ein Hobby (abgesehen von den sonstigen Rahmenbedingungen), Zeitschriften oder Bücher konnten damit nicht erworben werden. Der Besitz von Radios und Recordern war zudem verboten. Einige Erzieher verhängten Bußgelder oder kürzten (unterschlugen) Taschengelder, statt sie der Allgemeinheit der Gruppe oder dem Heim zukommen zu lassen.

### Fehlende Privatsphäre
Erzieher, Arbeitserzieher und Lehrer tauschten permanent Informationen aus. Fehlverhalten im Bereich Arbeit, Schule und gesellschaftliche Arbeit (FDJ) führte immer auch zu Konsequenzen im Heimlebensbereich, so dass es faktisch keine Abgrenzung zwischen den Lebensbereichen gab und somit auch keinen geschützten Raum. Viele Funktionen nahmen Erzieher in Personalunion wahr, z. B. Leitung der FDJ-Gruppe, militärische Erziehung. Für die Jugendlichen war kein Ausweichen möglich, bis auf die Flucht, die aber zwingend zu weiteren Strafen führte.

### Personal
Nach dem Zweiten Weltkrieg war in der sowjetischen Besatzungszone ein maßgebliches Kriterium für die Eignung als Erzieher die politisch-ideologische Einstellung, nicht aber die pädagogische Qualifikation. Zwar verbesserte sich im Laufe der Zeit die pädagogische Qualifikation insgesamt, das heißt, der Anteil der unausgebildeten Erzieher ging zurück, allerdings beschränkte sich z. B. eine Ausbildung als Erziehungshelfer 1968 auf ein fünfmonatiges Direktstudium, das zudem erhebliche Anteile an Marxismus-Leninismus und ähnlichen fachfremden Bestandteilen aufwies. Bis 1970 gab es Fortbildungsmöglichkeiten für ehemalige Angehörige bewaffneter Organe (der DDR), mit deren Hilfe etwa 350 JWH-Erzieher ausgebildet wurden und die somit einen maßgeblichen Anteil aller Erzieher stellten. 1981 waren im JWH Rühn 172 Plätze belegt, die von 30 Erziehern und Jugendfürsorgern betreut wurden, davon 4 ohne Ausbildung. Da eine Betreuung über 7 Tage pro Woche von morgens bis abends sicherzustellen war, dürfte jeweils etwa die Hälfte der Erzieher zeitgleich Dienst gehabt haben, mithin also ein Erzieher für etwa 17 Jugendliche. Für die Ausbildung einer vertrauensvollen pädagogischen Beziehung zwischen den Jugendlichen und den Erziehern war das schon rechnerisch eine viel zu geringe Personalkapazität. Diese hätte sich, um ein Familienersatz sein zu können, an familiären Größenordnungen orientieren müssen.

## Statistik
Die Zahl der Beschlüsse zur Einweisung in einen Jugendwerkhof stieg von 1963 bis 1977 in absoluten Zahlen von ca. 1.700 auf 2.500 pro Jahr an. Danach scheinen sie rückläufig zu sein. Das Zahlenmaterial ist noch nicht vollständig erschlossen. Als Durchschnittswert der 1968 bis 1977 eingewiesenen Jugendlichen erscheint ein Wert von 1,8 auf 1.000 Jugendliche realistisch.
Zwischen 1945 und 1990 gab es in der SBZ und DDR einen Bestand von jeweils etwa 30 Jugendwerkhöfen mit ca. 3.300 Plätzen. Durch Schließungen und Neueröffnungen ist die Liste der Jugendwerkhöfe erheblich größer.

## Aufarbeitung
Eine erste wissenschaftliche Annäherung begann 1992 mit dem von der damaligen Bildungsministerin des Landes Brandenburg, Marianne Birthler, begonnenen und ihrer Nachfolgerin Angelika Peter fortgeführten Projekt „Geschichte, Struktur und Funktionsweise der DDR-Volksbildung“. Eine alle Jugendwerkhöfe umfassende Untersuchung entstand bis 2011 nicht. Zu einzelnen Jugendwerkhöfen wurden Untersuchungen verfasst.
Seit 1998 wurde die Gedenkstätte Geschlossener Jugendwerkhof Torgau eingerichtet. Eine Dauerausstellung in den unteren Räumen der Gedenkstätte zeigt anhand von Dokumenten und Zeitzeugenberichten den Alltag im GJWH. Besichtigt werden können u. a. die Dunkelarrestzellen sowie der ursprüngliche Innenhof und Reste der Außenmauern.
Die bisher bekannten Erkenntnisse sind in drei Expertisen zusammengefasst, die der Beauftragte der Bundesregierung für die Neuen Länder im März 2012 der Öffentlichkeit übergab.
Unter bestimmten Voraussetzungen kann wegen der Einweisung in einen Jugendwerkhof eine Rehabilitierung beantragt werden, an die sich soziale Ausgleichsleistungen knüpfen. Ehemalige Insassen der Jugendwerkhöfe sind bis heute dem Vorurteil ausgesetzt, Kriminelle gewesen zu sein. Viele von ihnen leiden heute unter posttraumatischen Belastungsstörungen, körperlichen und seelischen Folgeschäden durch die Schwarze Pädagogik sowie stark verringerten Chancen auf dem Arbeitsmarkt. Hilfe und Beratung können sie seit 1. Juli 2012 bei den Beratungsstellen der Länder für die Heimkinder Ost erhalten. Das Angebot von finanziellen Hilfeleistungen für Heimkinder Ost (Fonds „Heimerziehung in der DDR“) endete am 30. Juni 2016 (West: 31. Dezember 2014). Darüber hinaus existieren weitere Beratungsstellen freier Träger.
Zum 31. Dezember 2019 lief die Frist für Rehabilitierungsanträge von Opfern durch die DDR-Willkür aus. Davon waren auch ehemalige Heimkinder betroffen, die u. a. sexuellen Kindesmissbrauch in den Einrichtungen erfahren haben. Die Bundesjustizministerin Katarina Barley (SPD) plante Entschädigungen zu erleichtern und die Antragsfristen zu streichen. Gesetzgebend war die Initiative damals nicht.
Im August 2019 wurde der Abschlussbericht der Fonds Heimerziehung und die Stellungnahme der Bundesregierung veröffentlicht. Die Ziele der Errichter der Fonds waren hoch gesteckt und im Fazit der Stellungnahme der Bundesregierung heißt es: „Nicht in jedem Einzelfall sind die Fonds diesen hohen Anforderungen im vollen Umfang gerecht geworden. Aber die breite Zufriedenheit der Betroffenen insgesamt belegt eindrucksvoll, dass sich der finanzielle und immaterielle Aufwand gelohnt hat. Ausschlaggebend für den Erfolg der Fonds war nicht zuletzt die Bereitschaft der Errichter, gemeinsam mit den Vertreterinnen und Vertretern der Betroffenen bei der Umsetzung der Fonds neue Wege zu gehen, Lösungsmöglichkeiten auszuprobieren und getroffene Entscheidungen auch zu korrigieren, wenn es im Sinne einer betroffenenfreundlichen Praxis notwendig war. Damit ist es gelungen, auch die übergeordneten Ziele der Fonds zu erreichen und einen Beitrag zur gesellschaftlichen Aufarbeitung und Aussöhnung mit einem dunklen Kapitel der neueren deutschen Geschichte zu leisten.“
Finanziert durch das Bundesministerium für Bildung und Forschung (BMFB) wurde für den Zeitraum 2019–2022 über den Forschungsverbund Testimony weitere Hilfe bei der Bewältigung und Aufarbeitung für Betroffene angeboten, die in der DDR in Heimen oder Jugendwerkhöfen untergebracht waren. Ein speziell entwickeltes schreibbasiertes Online-Programm half dabei, die Erfahrungen aus dieser Zeit aufzuschreiben, um in Zukunft besser damit umgehen zu können. Das Online-Programm und die Studie wurden von der Medical School Berlin durchgeführt und wissenschaftlich von ihr ausgewertet. Ziel der Studie sollte sein, die Wirksamkeit des Angebotes sowie den Nutzen für die Teilnehmenden zu ermitteln. Darüber hinaus wurde eine Übersicht über weitere bestehende Hilfeangebote gegeben.

## Historische Propaganda-Bilder

Jugendwerkhof Königstein
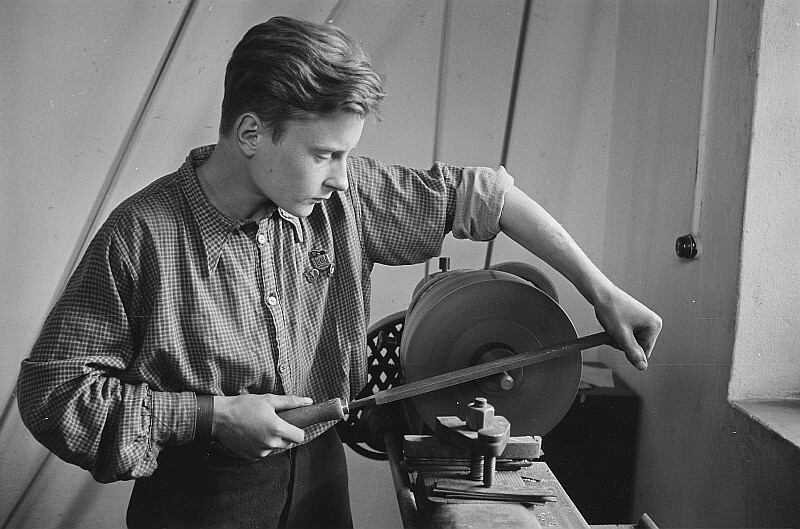
Jugendlicher Häftling an einer Drehbank (1950)
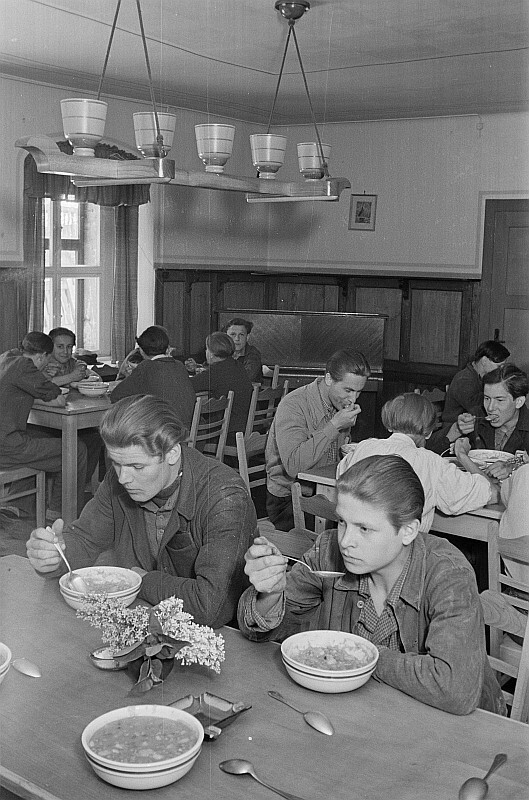
Jugendliche Häftlinge beim gemeinschaftlichen Speisen (1950)
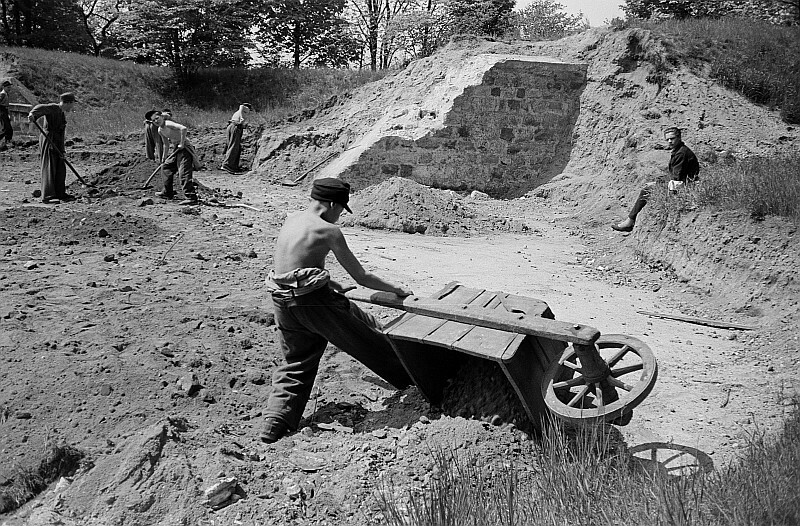
Jugendliche Häftlinge bei der Arbeit (1950)
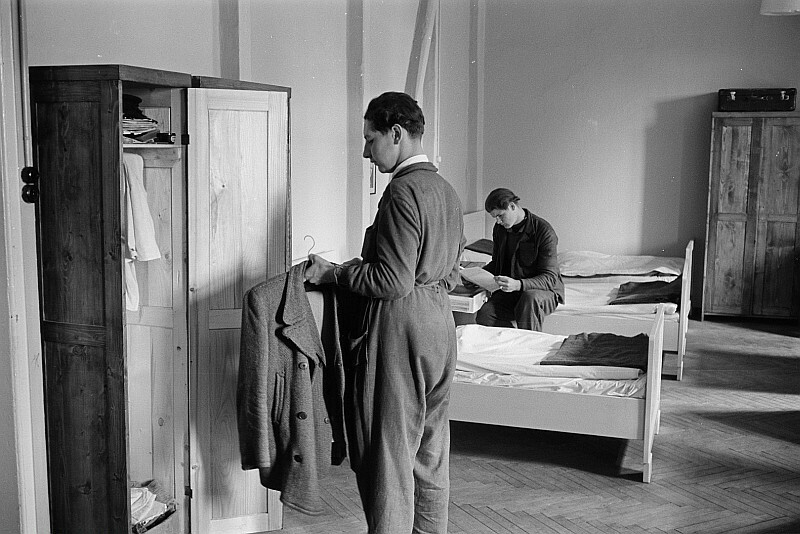
Jugendliche Häftlinge auf Stube (1950)

## Erlebnisberichte und Romane
- Grit Poppe: Abgehauen. Roman. Dressler, Hamburg 2012; ISBN 978-3-7915-1633-2.
- Nicole Glocke: Erziehung hinter Gittern – Schicksale in Heimen und Jugendwerkhöfen der DDR. Mit einem Nachwort des ehemaligen Bürgerrechtlers und Mitbegründers der Ost-SPD Stephan Hilsberg. Mitteldeutscher Verlag, Februar 2011, ISBN 978-3-89812-782-0.
- Heidemarie Puls: Schattenkinder hinter Torgauer Mauern. Rinck, Rostock 2009, ISBN 978-3-9811262-3-5.
- Grit Poppe: Weggesperrt. Roman; Hamburg: Dressler, 2009; ISBN 978-3-7915-1632-5.
- Annett Reinboth: Wir Kinder aus dem JWH. Engelsdorfer, Leipzig 2007, ISBN 3-86703-569-5.
- Manfred Haertel: Ich möcht’ mal in die Sonne spucken; Werkhof-Trilogie 2; Berlin: edition belletriste, 2004; ISBN 3-933664-23-3.
- Manfred Haertel: Verflucht, gehaßt und abgeschoben – Eine Jugend in DDR-Heimen; Berlin: edition belletriste, 2002; ISBN 3-933664-13-6.

## Filme und Serien
1960–1989
In der DDR gab es nur wenige Filme aus Jugendwerkhöfen, die meistens von Studenten gedreht wurden und in der Öffentlichkeit kaum zu sehen waren, obwohl sie die Verhältnisse nur beschönigend darstellen durften.
- Ein Mädchen von 16 ½, 1958, von Carl Ballhaus, Spielfilm, 96 Minuten
- Notwendige Lehrjahre, 1960, von Jürgen Böttcher, Kurzdokumentarfilm, 18 Minuten, gedreht im JWH Römhild
- Paragraph 14, 1968, von Ulrich Weiß, Kurzdokumentarfilm, gedreht im JWH Burg Scharfenstein
- Sabine Wulff, 1978, von Erwin Stranka, Spielfilm, 92 Minuten (nur aus der Retrospektive wird die JWH-Vergangenheit der Titelfigur thematisiert)
- Jugendwerkhof, 1982, von  Roland Steiner, Kurzdokumentarfilm, gedreht im JWH Hummelshain[35]

Seit 1990
Seit 1990 gab es mehrere Dokumentationen und einige Spielfilme, die vom Alltag und den Leiden der Jugendlichen in den Jugendwerkhöfen berichteten
- Jana und Jan, 1992, von Helmut Dziuba, Spielfilm
- Erziehung um jeden Preis. Jugendwerkhöfe in der DDR, 2005, von Martina Dase, 45 Minuten
- Invictus, 2018, Kurzdokumentarfilm, 3 Minuten, über JWH Torgau[36]
- Schlimmer als Knast. Die Jugendwerkhöfe der DDR, 2009, von Katarina Schickling,  MDR, 30 Minuten[37]
- ZERV – Zeit der Abrechnung, 2022, Miniserie, MDR,  Folgen 3–6[38]